# 新巴796M線
新巴796M線是一條已取消的新巴將軍澳專線，以循環線形式往來將軍澳寶盈花園及藍田地鐵站。

## 簡介
政府為改善巴士服務，回歸後嘗試在新發展區引入競爭，以招標形式批出不同組別的巴士路線，供巴士公司申請營辦。1999年7月，政府開放將軍澳南新發展區（包括將軍澳市中心及調景嶺等範圍）的7條巴士路線，供巴士公司競投，結果新巴投得將軍澳南的一組巴士線，當中包括本線。專營權標書中註明，此路線需接駁藍田站至將軍澳，同時規定中標者必須在將軍澳綫通車後取消此路線。
此路線與另一條將軍澳九龍專線796X，雙雙於2000年2月1日投入服務，成為新巴首兩條服務新界區及九龍區的專利非過海巴士路線，亦成為新界區及九龍區首兩條700系列編號專利巴士路線。
- 2000年2月1日：本線投入服務，循環來往將軍澳尚德（唐德街）及藍田站。[2]
- 2001年4月9日：總站由尚德遷往寶盈花園。[3]
- 2001年12月16日：往將軍澳方向取消鯉魚門道西行的藍田地鐵站分站。[4][5]
- 2002年8月25日：將軍澳港鐵支線啟用後，新巴依專營權標書中的規定，取消796M線服務。[6]

## 收費
全程：$4.3

## 行車路線
- 途經：唐俊街、唐德街、唐俊街、唐明街、寶順路、將軍澳隧道公路、將軍澳隧道、將軍澳道、鯉魚門道、藍田公共運輸交匯處、鯉魚門道、迴旋處、鯉魚門道、將軍澳道、將軍澳隧道、將軍澳隧道公路、寶順路、唐明街及唐俊街

### 沿線車站
| 寶盈花園開           | 寶盈花園開         | 寶盈花園開         |
| 序號                 | 車站名稱           | 位置               |
| -------------------- | ------------------ | ------------------ |
| 1                    | 寶盈花園           | 唐俊街             |
| 2                    | 仁濟醫院王華湘中學 | 唐德街             |
| 3                    | 尚德商場           | 唐明街             |
| 將軍澳隧道、將軍澳道 |                    |                    |
| 4                    | 藍田地鐵站         | 藍田公共運輸交匯處 |
| 5                    | 觀塘警署           | 將軍澳道           |
| 將軍澳隧道           |                    |                    |
| 6                    | 尚德商場           | 唐明街             |
| 7                    | 寶盈花園           | 唐俊街             |

## 連結
1. ↑  . 成報. 2001-12-25.
2. ↑  . 新巴新聞稿. 2000-02-01  [2020-06-05]. 原始内容存档于2003-01-18.
3. ↑  . 新巴新聞稿.   [2001-04-07]. 原始内容存档于2001-09-07.
4. ↑  運輸署交通通告. .   [2020-06-05]. 原始内容存档于2003-01-03.
5. ↑  新巴新聞稿. .   [2001-12-15]. 原始内容存档于2003-04-30.
6. ↑  新巴新聞稿. .   [2002-08-22]. 原始内容存档于2003-01-18.

- 全方位巴士資訊站 （页面存档备份，存于）